# Kirche Groß Lenkeningken
Die Kirche Groß Lengkeningken (russisch Кирха Гросс Ленкенингкена Kircha Gross Lenkeningkena) war eine ostpreußische Jubiläumskirche, die in den Jahren 1903/1904 als Ziegelbau errichtet wurde. Bis 1945 war sie das evangelische Gotteshaus für die Bewohner im Kirchspiel Groß Lenkeningken (der Ort hieß zwischen 1938 und 1946: Großlenkenau) im heutigen Lesnoje in der russischen Oblast Kaliningrad (Gebiet Königsberg (Preußen)).

## Geographische Lage
Das heutige Lesnoje liegt am linken Ufer der Szeszuppe (1936 bis 1938: Scheschuppe, 1938 bis 1945: Ostfluss, heute litauisch Šešupė), sechs Kilometer östlich der Kreisstadt Neman (Ragnit) nordöstlich der russischen Regionalstraße R 508 (27A-027) und ist von dieser über eine nach Lagernoje (Lenken) führende Nebenstraße (27K-112) zu erreichen. Eine Bahnanbindung besteht nicht.

## Kirchengebäude
Für die Kirche Groß Lenkeningken wurde am 12. Juli 1903 der Grundstein gelegt. In den folgenden 15 Monaten entstand ein unverputzter Backsteinbau im Stil der Ordensgotik, allerdings mit Chorturm im Osten. Der Kircheninnenraum war flach gedeckt und hatte bis an den Altarraum heranreichende Emporen. Seine Ausmalung erfolgte durch Max Seliger aus Berlin.
Die Vorhalle und die Apsis hatten jeweils ein Kreuzgewölbe. Der Altar war gemauert, sein Aufsatz bestand lediglich aus einem Kruzifix. Die Kanzel dagegen wies immerhin eine – wenn auch schlichte – Ornamentik auf.
Am gesamten Kirchengebäude wurde 1925 Instandsetzungsarbeiten vorgenommen.
Im Jahre 1905 erhielt die Kirche eine Orgel. Sie stammte aus der Werkstatt des Bruno Goebel, der Nachfolgewerkstatt von Max Terletzki in Königsberg (Preußen).
Das Geläut der Kirche bestand aus drei Glocken. Alle drei wiesen mit der Inschrift auf das 200-jährige Jubiläum der Königskrönung Friedrichs III. von Brandenburg (1701 in Königsberg) hin. Die Groß Lenkeningkener Kirche galt nämlich als eine von 14 ostpreußischen sogenannten Jubiläumskirchen. Aus diesem Grunde fanden sich bei der Kirchweihe am 23. Oktober 1904, die von Generalsuperintendent Karl Johann Christian Braun vorgenommen wurde, der Bedeutung des Gebäudes entsprechend auch der Regierungspräsident Wilhelm von Hegel aus Gumbinnen sowie der Landrat des Kreises Ragnit Georg Graf von Lambsdorff aus Ragnit ein. Von der Muttergemeinde in Ragnit wurden zwei Kronleuchter gespendet. Sie waren dort wegen der Umstellung auf Gasbeleuchtung entbehrlich geworden.
Die Baukosten beliefen sich schlussendlich auf 64.000 Mark. Der Kaiser beteiligte sich mit einem „allerhöchsten Gnadengeschenk“ von 24.500 Mark. Das Komitee der Jubiläumskirchen stellte 10.000 Mark zur Verfügung, der Rest kam durch Spenden und Sammlungen auf.
Im Zweiten Weltkrieg wurde das Dach der Kirche erheblich beschädigt. In den Folgejahren verfiel das Gebäude immer mehr und wurde schließlich im Jahre 1960 gesprengt. Die Ziegelsteine trugen die Einwohner als Baumaterial für eigene Zwecke ab. Heute wächst wildes Gras und Gestrüpp auf den letzten noch vorhandenen Fundamentsteinen.

### Taufstein
Rein zufällig entdeckte man im August 1993 im Schutthügel der Kirche den ehemaligen Taufstein wieder. Er wurde geborgen und steht jetzt restauriert mit der deutlich lesbaren Inschrift „Lasset die Kindlein zu mir kommen und wehret ihnen nicht, denn solcher ist das Reich Gottes“ auf dem Gelände der einstigen Kirche unweit des Kriegerdenkmals.

### Gedenktafel
Im Jahre 2012 wurde am benachbarten Kindergarten eine Gedenktafel angebracht, auf der die Geschichte der Kirche in deutscher und russischer Sprache beschrieben wird. Sie soll sich jetzt im Stadtgeschichtlichen Museum in Neman (Ragnit) befinden.

## Kirchengemeinde
Bis zum Jahre 1897 waren die meisten Orte des Kirchspiels Groß Lenkeningken in die Evangelische Kirche Ragnit eingepfarrt, andere gehörten damals zu den Kirchen Budwethen (1938 bis 1946: Altenkirch, russisch: Malomoschaiskoje), Trappönen (Trappen, Nemanskoje) und Wedereitischken (Sandkirchen, Timofejewo) sowie Wischwill (litauisch: Viešvilė).
Am 1. Oktober 1897 wurde die Kirchengemeinde Groß Lenkeningken errichtet, wobei sich bis zum Bau der Kirche ein Saal als Gottesdienststätte angemietet wurde. Zur neu entstandenen Pfarrei gehörten 21 Kirchspielorte, -ortschaften bzw. -wohnplätze. Bereits ab 1896 wirkte hier ein eigener Geistlicher. Die Kirchengemeinde war keinem Kirchenpatron unterstellt. Sie gehörte bis 1945 zur Diözese Ragnit im Kirchenkreis Tilsit-Ragnit innerhalb der Kirchenprovinz Ostpreußen der Kirche der Altpreußischen Union. Im Jahr 1925 zählte sie 3840 Gemeindeglieder.
Neben der Kirche entstanden im Jahre 1903 ein neues Pfarrhaus, und auch war eine zweiklassige Schule bereits errichtet worden. Sie steht noch heute und dient weiterhin ihrem ursprünglichen Zweck.
Aufgrund von Flucht und Vertreibung der einheimischen Bevölkerung im Zusammenhang des Zweiten Weltkrieges sowie der nach 1945 einsetzenden restriktiven Kirchenpolitik der Sowjetunion kam das kirchliche Leben in Lesnoje zum Erliegen. 
Heute liegt der Ort im weitflächigen Einzugsbereich der in den 1990er Jahren neu entstandenen evangelisch-lutherischen Gemeinde in Sabrodino (Lesgewangminnen, 1938 bis 1946 Lesgewangen), die zur Propstei Kaliningrad (Königsberg) der Evangelisch-lutherischen Kirche Europäisches Russland gehört.

### Kirchspielorte
Neben dem Pfarrort gehörten noch 20 Orte zum Kirchspiel Groß Lenkeningken:
| Name              | Änderungsname 1938 bis 1946 | Russischer Name               |  | Name                            | Änderungsname 1938 bis 1946 | Russischer Name          |  |
| ----------------- | --------------------------- | ----------------------------- |  | ------------------------------- | --------------------------- | ------------------------ |  |
| *Ackmenischken    |                             |                               |  | Katzenfang                      |                             |                          |  |
| Aszolienen        | Aschelingen                 |                               |  | Klein Lenkeningken              | Kleinlenkenau               | Kustowo                  |  |
| *Bambe            | Heidenanger (Ostpr.)        | Lugowoje, jetzt: Rjadino      |  | (Adlig) Lenken                  |                             | Lagernoje                |  |
| Dachsberg         |                             |                               |  | Lobellen                        |                             | Russino, jetzt: Tuschino |  |
| Dirwonuppen       | Ackerbach                   | Kostromskoje, jetzt: Tuschino |  | Nemonge                         | Nemonje                     |                          |  |
| Dundeln           |                             | Kraineje                      |  | *Nettschunen                    | Dammfelde (Ostpr.)          | Tuschino                 |  |
| Fuchswinkel       |                             |                               |  | *Raudszen, 1936–1938: Raudschen | Rautengrund                 | Rjadino                  |  |
| *Giewerlauken     | Hirschflur                  | Nikolskoje                    |  | Reisterbruch                    |                             | Sosnowka                 |  |
| Jucknaten         | Fuchshöhe                   | Makarowo                      |  | Schillis                        | Heidewald                   |                          |  |
| (Adlig) Juckstein |                             | Kraineje                      |  | Unter Eißeln                    | Untereißeln                 | Bolschoje Selo           |  |

### Pfarrer
In der Zeit des Bestehens der Kirchengemeinde Groß Lenkeningken amtierten an der Kirche sechs Geistliche:
| - Eduard Sinnhuber, 1896–1912 - Arthur Jokuszies, 1912–1920 - Johannes Neumann, 1919 - Julius Kuptsch, 1922–1928 - Siegfried Sprank, 1929–1931 - Gerhard Walther, 1931–1945 |

### Kirchenbücher
Von den Kirchenbüchern der Pfarrei Groß Lenkeningken haben sich erhalten und werden im Evangelischen Zentralarchiv in Berlin-Kreuzberg aufbewahrt:
- Taufen: 1896 bis 1944
- Trauungen: 1896 bis 1944
- Begräbnisse: 1896 bis 1944
- Konfirmationen: 1920 bis 1944
- Kommunikanten: 1920 bis 1944.

Außerdem gibt es ein Namensregister für die Jahre 1913 bis 1944.

## Verweise
1. ↑  Walther Hubatsch, Geschichte der evangelischen Kirche Ostpreußens, Band 2: Bilder ostpreussischer Kirchen, Göttingen, 1968, S. 111, Abb. 493, 494
2. ↑  Lesnoje - Groß Lenkeningken/Großlenkenau bei ostpreussen.net
3. ↑  Kirchspiel Groß Lenkeningken bei der Kreisgemeinschaft Tilsit-Ragnit (Memento des Originals vom 12. Mai 2014 im Internet Archive)  Info: Der Archivlink wurde automatisch eingesetzt und noch nicht geprüft. Bitte prüfe Original- und Archivlink gemäß Anleitung und entferne dann diesen Hinweis.
4. ↑  Кирха Гросс Ленкенингкена - Die Kirche Groß Lenkeningken bei prussia39.ru (mit historischem Foto und aktuellen Bildern)
5. ↑  Untereisseln bei GenWiki
6. ↑  Der alte Taufstein im Schutthügel der Kirche
7. ↑  Крестильная чаша кирха Гросс Ленкенингкена Der Taufstein der Kirche Groß Lenkeningken bei prussia39.ru
8. ↑  Der Taufstein auf dem Platz der ehemaligen Kirche
9. ↑  Heimarbeit im Kreis Tilsit-Ragnit, in: Ostpreußenblatt Nr. 48/2012, S. 18
10. ↑  Martin Lipsch, Aus dem Kirchspiel Groß Lenkenau, Land an der Memel, 2013, S. 41
11. 1 2  Walther Hubatsch, Geschichte der evangelischen Kirche Ostpreußens, Band 2: Dokumente, Göttingen, 1968, S.  487
12. 1 2  Friedwald Moeller, Altpreußisches evangelisches Pfarrerbuch von der Reformation bis zur Vertreibung im Jahre 1945, Hamburg, 1968, S. 46
13. ↑  Evangelisch-lutherische Propstei Kaliningrad (Memento des Originals vom 29. August 2011 im Internet Archive)  Info: Der Archivlink wurde automatisch eingesetzt und noch nicht geprüft. Bitte prüfe Original- und Archivlink gemäß Anleitung und entferne dann diesen Hinweis.
14. ↑  Der * markiert einen Schulort
15. ↑  Christa Stache, Verzeichnis der Kirchenbücher im Evangelischen Zentralarchiv in Berlin, Teil I: Die östlichen Kirchenprovinzen der Evangelischen Kirche der altpreußischen Union, Berlin, 1992³, S. 49